# روطة اليهود
روطة اليهود (بالإسبانية: Rueda de Jalón، نقحرة: رويدا دي خالون)‏ هي بلدية تقع في مقاطعة سرقسطة التابعة لمنطقة أرغون شمال شرق إسبانيا.

## الديموغرافيا
بلغ عدد سكان بلدية روطة اليهود 350 نسمة عام 2011 (وفقاً للمعهد الوطني الإسباني للإحصاء).
| 358 | 366 | 372 | 360 | 364 | 353 | 350 |